# NGC 2581
NGC 2581 ist eine Spiralgalaxie vom Hubble-Typ SB? im Sternbild Krebs auf der Ekliptik. Sie ist schätzungsweise 260 Millionen Lj. von der Milchstraße entfernt und hat einen Durchmesser von etwa 85.000 Lj.
Im selben Himmelsareal befinden sich die Galaxien IC 2337 und IC 2340.
Das Objekt wurde am 7. März 1885 von Édouard Stephan entdeckt.